# راينهارد أبيل
راينهارد أبيل (بالألمانية: Reinhard Appel)‏ هو صحفي ومقدم تلفزيوني ألماني، ولد في 21 فبراير 1927 في خوجوف في بولندا، وتوفي في 26 يونيو 2011 في بون في ألمانيا.

## وصلات خارجية
- راينهارد أبيل على موقع مونزينجر (الألمانية)